# Nivarox

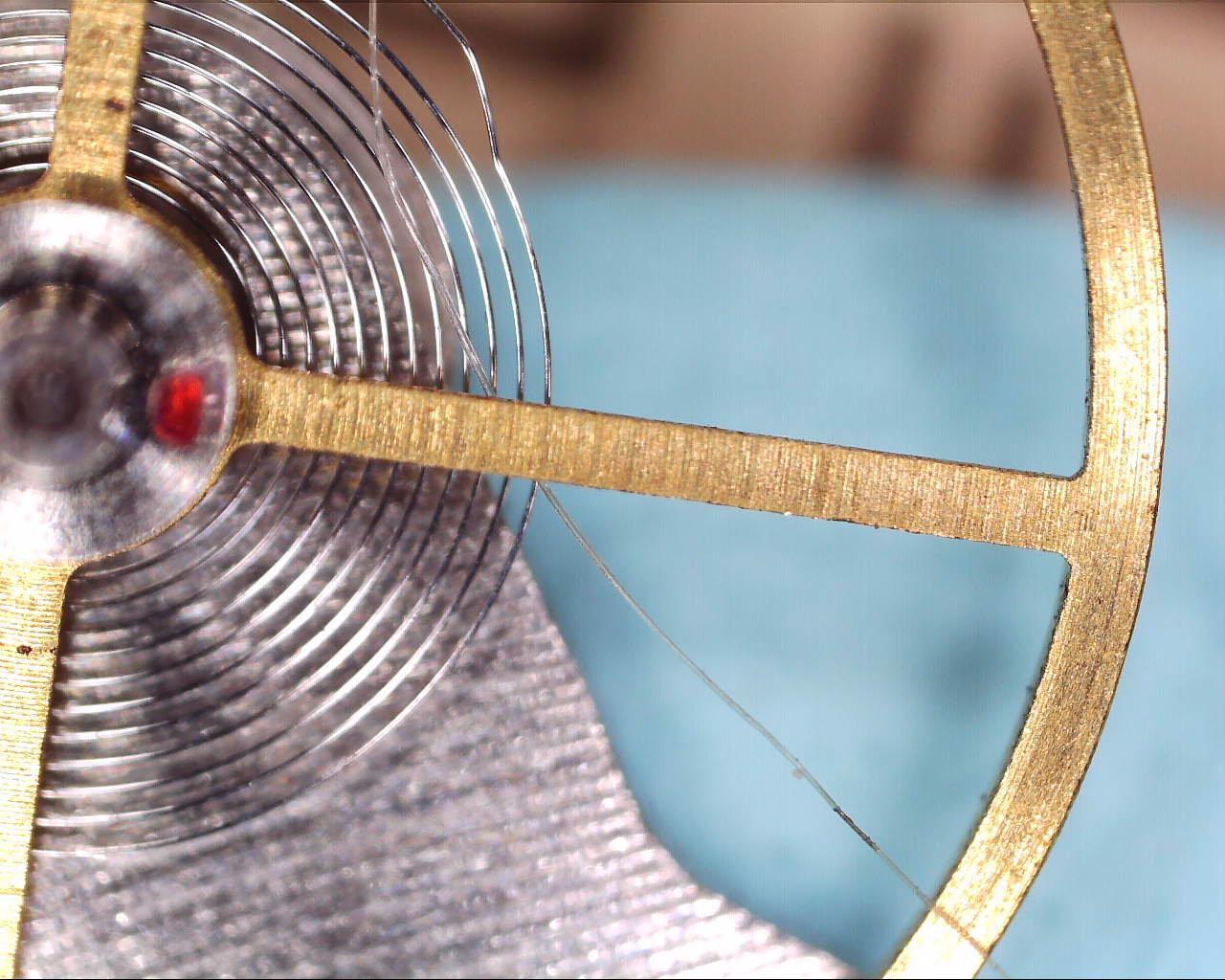
Ressort spiral.

Le Nivarox (nom déposé) est un alliage utilisé dans l'horlogerie.
C'est un alliage à base de fer, comprenant 30 à 40% de nickel, et moins de 1% de béryllium. Il existe de nombreuses variantes de sa composition, qui peuvent comprendre du chrome, du molybdène, du titane ou encore du silicium. La caractéristique principale de Nivarox est que son module d'élasticité varie extrêmement peu avec la température. Il résiste en outre extrêmement bien à la corrosion. Cela en fait un matériau de choix pour la réalisation du ressort spiral d'une montre mécanique : la raideur du ressort ne doit pas varier à la température, car cela affecterait la fréquence d'oscillation du balancier, et donc la précision de la montre.
Cet alliage a été commercialisé vers 1930, à la même époque que le glucydur complémentaire, puisqu'utilisé dans les balanciers.
Le nom est l'abréviation de l'allemand « Nicht variabel, oxydfest » soit « invariable, inoxydable ». Nivarox est aussi le nom de l'entreprise qui a inventé cet alliage est possède les droits sur la marque, c'est aujourd'hui une filiale du groupe Swatch.